# 丁晖

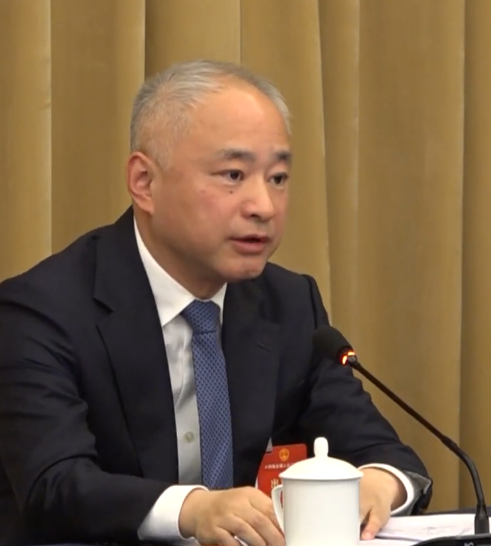
丁晖（2024年）

丁晖（1971年11月—），男，汉族，中共党员，江苏南京人。中华人民共和国政治人物。长期在湖南电视台、潇湘电影集团、海南广播电视总台等广播电视电影机构任职，2018年2月转任海南省海口市党委副书记、市人民政府市长。